# Ленінградський
Ленінгра́дський (рос. Ленинградский) — селище у складі Кемеровського округу Кемеровської області, Росія.
Стара назва — отділення 2-е совхоза Октябрський.

## Населення
Населення — 415 осіб (2010; 362 у 2002).
Національний склад (станом на 2002 рік):
- росіяни — 98 %